# احسان‌آباد
احسان‌آباد یک روستا در ایران است که در دهستان سنگر (فاروج) واقع شده‌است. احسان‌آباد ۲۲۴ نفر جمعیت دارد.